# Ludwig von Wedderkop
Ludwig von Wedderkop, vollständig Ludwig Magnus Ferdinand von Wedderkop, auch Louis von Wedderkop (* 15. September 1807 in Eutin; † 18. Mai 1882 in Oldenburg in Holstein) war ein deutscher Richter und Parlamentarier.

## Leben
Ludwig von Wedderkop war ein Sohn des Lübecker Domherrn Georg Conrad von Wedderkop (1765–1841) und der Adamine Wilhelmine Nicoline von Moltke (1785–1822), einer Tochter von Friedrich Ludwig von Moltke. Sein Urgroßvater war der Holstein-Gottorfischer Staatsminister Friedrich Christian von Wedderkop.
Von 1822 bis 1825 besuchte er das Gymnasium in Schaffhausen. Anschließend studierte er von 1825 bis 1829 Rechtswissenschaften an der Christian-Albrechts-Universität zu Kiel, der Georg-August-Universität Göttingen und der Universität Heidelberg. Während seiner Kieler Zeit wurde er 1826 Mitglied des Corps Holsatia.
Im Jahr 1830 absolvierte Wedderkop die juristische Vorprüfung und legte 1837 sein Examen ab. Gleichzeitig war er als Advokat an den Untergerichten des Fürstentum Lübecks im Großherzogtum Oldenburg tätig und wohnte in der Gemeinde Schwartau. Nach Abschluss seines Studiums trat er 1837 in den oldenburgischen Staatsdienst ein und wurde Amtsverwalter im Amt Birkenfeld, einer linksrheinischen Exklave im Nahegebiet des Großherzogtums Oldenburg. Zwei Jahre später wurde er Regierungssekretär und Advocatus piarum causarum, also Anwalt in kirchlichen Angelegenheiten, bei der Regierung des Fürstentums Birkenfeld.
Im Jahr 1842 wurde Wedderkop zum Hilfsrichter ernannt und Mitglied des Justizsenats in Birkenfeld. Wieder zwei Jahre später wurde er Landgerichtsassessor beim Justizsenat. 1845 wurde er zum Regierungsassessor ernannt und war ab 1846 Mitglied des Konsistoriums Birkenfeld. In der Birkenfelder Regierung wirkte er unter anderem in der Zeit der Deutschen Revolution 1848/1849 mit Laurenz Hannibal Fischer, Alexander von Finckh und Arnold Kitz. Seine beiden letzten Beförderungen in Birkenfeld folgten beide im Jahre 1856. Zunächst wurde er Obergerichtsassessor und provisorischer Amtsrichter am Amtsgericht Birkenfeld und noch im selben Jahr Obergerichtsrat am Obergericht Birkenfeld. Dieses Amt bekleidete er bis 1859. In seiner Zeit in Birkenfeld war er Mitglied im Birkenfelder Volksverein und der Bürgerwehr. Von 1851 bis 1860 gehörte Wedderkop zudem als Abgeordneter des Fürstentums Birkenfeld dem vierten bis zwölften Oldenburgischen Landtag als gewählter Abgeordneter an.
Nach mehr als 20 Jahren in Birkenfeld wurde er in den Norden nach Oldenburg zurückversetzt. Dort war er ab 1860 am Appellationsgericht tätig. 1867 wurde er Bürgermeister in seiner Heimatstadt Eutin. In Oldenburg stieg er bis zum Oberappellationsrat am Oberappellationsgericht Oldenburg auf. Von 1869 bis 1873 war er dort auch zusammen mit seinem Cousin Theodor von Wedderkop tätig. Im Alter von 72 Jahren erfolgte 1879 die Versetzung in den Ruhestand.
Sein Sohn Julius von Wedderkop kam 1849 in Birkenfeld zur Welt. Er wurde preußischer Generalmajor und Hofbeamter im Großherzogtum Oldenburg.

## Auszeichnungen
- Roter Adlerorden 3. Klasse (1874)[4]
- Oldenburgischer Haus- und Verdienstorden des Herzogs Peter Friedrich Ludwig, Ritter II. Klasse (1877)